# إيما فريدمان
إيما فريدمان (بالإنجليزية: Emma Freedman) هي مقدمة تلفزيونية أسترالية، ولدت في 20 أبريل 1989 في أستراليا.